# Правила шахів
Шахова партія ведеться між двома партнерами на квадратній дошці (шахівниці) шляхом пересування фігур. Гравцем (партнером, суперником тощо) у шаховій партії може бути людина, колектив з кількох осіб або комп'ютерна програма.
На початку гри партнери мають у своєму розпорядженні по 16 фігур. Кожен тип фігури рухається по-своєму. Мета гри — поставити мат королю супротивника, який виникає, коли королю загрожує взяття, а він не має змоги його уникнути. Гра може закінчитися різними способами, окрім мату: гравець може визнати свою поразку, також є варіанти завершення гри нічиєю.
Точне походження шахів невідоме. Сучасні правила вперше були сформульовані в середньовіччі, хоча і продовжували дещо змінюватися до початку XIX ст., коли вони фактично досягли свого нинішнього вигляду. На міжнародному рівні правила визначає ФІДЕ (фр. Fédération Internationale des Échecs) — міжнародна шахова організація, проте в деяких регіонах на національному рівні місцеві організації інколи вносять свої незначні зміни.
Існують варіанти правил для швидких шахів, заочних шахів, онлайн-шахів і шахів Фішера.

## Підготовка до гри

### Розміщення шахівниці
Шахівниця — ігрове поле в шахах, яке поділено на 64 клітини (8×8). Вона розташовується між гравцями таким чином, щоб кутове поле праворуч від кожного шахіста було білим. Якщо на шахівниці є позначення полів, то у білих кутове поле ліворуч має бути «а1».

### Розташування фігур
|   | a | b | c | d | e | f | g | h |   |
| 8 | a8 чорна тура · b8 чорний кінь · c8 чорний слон · d8 чорний ферзь · e8 чорний король · f8 чорний слон · g8 чорний кінь · h8 чорна тура · a7 чорний пішак · b7 чорний пішак · c7 чорний пішак · d7 чорний пішак · e7 чорний пішак · f7 чорний пішак · g7 чорний пішак · h7 чорний пішак · a2 білий пішак · b2 білий пішак · c2 білий пішак · d2 білий пішак · e2 білий пішак · f2 білий пішак · g2 білий пішак · h2 білий пішак · a1 біла тура · b1 білий кінь · c1 білий слон · d1 білий ферзь · e1 білий король · f1 білий слон · g1 білий кінь · h1 біла тура | a8 чорна тура · b8 чорний кінь · c8 чорний слон · d8 чорний ферзь · e8 чорний король · f8 чорний слон · g8 чорний кінь · h8 чорна тура · a7 чорний пішак · b7 чорний пішак · c7 чорний пішак · d7 чорний пішак · e7 чорний пішак · f7 чорний пішак · g7 чорний пішак · h7 чорний пішак · a2 білий пішак · b2 білий пішак · c2 білий пішак · d2 білий пішак · e2 білий пішак · f2 білий пішак · g2 білий пішак · h2 білий пішак · a1 біла тура · b1 білий кінь · c1 білий слон · d1 білий ферзь · e1 білий король · f1 білий слон · g1 білий кінь · h1 біла тура | a8 чорна тура · b8 чорний кінь · c8 чорний слон · d8 чорний ферзь · e8 чорний король · f8 чорний слон · g8 чорний кінь · h8 чорна тура · a7 чорний пішак · b7 чорний пішак · c7 чорний пішак · d7 чорний пішак · e7 чорний пішак · f7 чорний пішак · g7 чорний пішак · h7 чорний пішак · a2 білий пішак · b2 білий пішак · c2 білий пішак · d2 білий пішак · e2 білий пішак · f2 білий пішак · g2 білий пішак · h2 білий пішак · a1 біла тура · b1 білий кінь · c1 білий слон · d1 білий ферзь · e1 білий король · f1 білий слон · g1 білий кінь · h1 біла тура | a8 чорна тура · b8 чорний кінь · c8 чорний слон · d8 чорний ферзь · e8 чорний король · f8 чорний слон · g8 чорний кінь · h8 чорна тура · a7 чорний пішак · b7 чорний пішак · c7 чорний пішак · d7 чорний пішак · e7 чорний пішак · f7 чорний пішак · g7 чорний пішак · h7 чорний пішак · a2 білий пішак · b2 білий пішак · c2 білий пішак · d2 білий пішак · e2 білий пішак · f2 білий пішак · g2 білий пішак · h2 білий пішак · a1 біла тура · b1 білий кінь · c1 білий слон · d1 білий ферзь · e1 білий король · f1 білий слон · g1 білий кінь · h1 біла тура | a8 чорна тура · b8 чорний кінь · c8 чорний слон · d8 чорний ферзь · e8 чорний король · f8 чорний слон · g8 чорний кінь · h8 чорна тура · a7 чорний пішак · b7 чорний пішак · c7 чорний пішак · d7 чорний пішак · e7 чорний пішак · f7 чорний пішак · g7 чорний пішак · h7 чорний пішак · a2 білий пішак · b2 білий пішак · c2 білий пішак · d2 білий пішак · e2 білий пішак · f2 білий пішак · g2 білий пішак · h2 білий пішак · a1 біла тура · b1 білий кінь · c1 білий слон · d1 білий ферзь · e1 білий король · f1 білий слон · g1 білий кінь · h1 біла тура | a8 чорна тура · b8 чорний кінь · c8 чорний слон · d8 чорний ферзь · e8 чорний король · f8 чорний слон · g8 чорний кінь · h8 чорна тура · a7 чорний пішак · b7 чорний пішак · c7 чорний пішак · d7 чорний пішак · e7 чорний пішак · f7 чорний пішак · g7 чорний пішак · h7 чорний пішак · a2 білий пішак · b2 білий пішак · c2 білий пішак · d2 білий пішак · e2 білий пішак · f2 білий пішак · g2 білий пішак · h2 білий пішак · a1 біла тура · b1 білий кінь · c1 білий слон · d1 білий ферзь · e1 білий король · f1 білий слон · g1 білий кінь · h1 біла тура | a8 чорна тура · b8 чорний кінь · c8 чорний слон · d8 чорний ферзь · e8 чорний король · f8 чорний слон · g8 чорний кінь · h8 чорна тура · a7 чорний пішак · b7 чорний пішак · c7 чорний пішак · d7 чорний пішак · e7 чорний пішак · f7 чорний пішак · g7 чорний пішак · h7 чорний пішак · a2 білий пішак · b2 білий пішак · c2 білий пішак · d2 білий пішак · e2 білий пішак · f2 білий пішак · g2 білий пішак · h2 білий пішак · a1 біла тура · b1 білий кінь · c1 білий слон · d1 білий ферзь · e1 білий король · f1 білий слон · g1 білий кінь · h1 біла тура | a8 чорна тура · b8 чорний кінь · c8 чорний слон · d8 чорний ферзь · e8 чорний король · f8 чорний слон · g8 чорний кінь · h8 чорна тура · a7 чорний пішак · b7 чорний пішак · c7 чорний пішак · d7 чорний пішак · e7 чорний пішак · f7 чорний пішак · g7 чорний пішак · h7 чорний пішак · a2 білий пішак · b2 білий пішак · c2 білий пішак · d2 білий пішак · e2 білий пішак · f2 білий пішак · g2 білий пішак · h2 білий пішак · a1 біла тура · b1 білий кінь · c1 білий слон · d1 білий ферзь · e1 білий король · f1 білий слон · g1 білий кінь · h1 біла тура | 8 |
| 7 | a8 чорна тура · b8 чорний кінь · c8 чорний слон · d8 чорний ферзь · e8 чорний король · f8 чорний слон · g8 чорний кінь · h8 чорна тура · a7 чорний пішак · b7 чорний пішак · c7 чорний пішак · d7 чорний пішак · e7 чорний пішак · f7 чорний пішак · g7 чорний пішак · h7 чорний пішак · a2 білий пішак · b2 білий пішак · c2 білий пішак · d2 білий пішак · e2 білий пішак · f2 білий пішак · g2 білий пішак · h2 білий пішак · a1 біла тура · b1 білий кінь · c1 білий слон · d1 білий ферзь · e1 білий король · f1 білий слон · g1 білий кінь · h1 біла тура | a8 чорна тура · b8 чорний кінь · c8 чорний слон · d8 чорний ферзь · e8 чорний король · f8 чорний слон · g8 чорний кінь · h8 чорна тура · a7 чорний пішак · b7 чорний пішак · c7 чорний пішак · d7 чорний пішак · e7 чорний пішак · f7 чорний пішак · g7 чорний пішак · h7 чорний пішак · a2 білий пішак · b2 білий пішак · c2 білий пішак · d2 білий пішак · e2 білий пішак · f2 білий пішак · g2 білий пішак · h2 білий пішак · a1 біла тура · b1 білий кінь · c1 білий слон · d1 білий ферзь · e1 білий король · f1 білий слон · g1 білий кінь · h1 біла тура | a8 чорна тура · b8 чорний кінь · c8 чорний слон · d8 чорний ферзь · e8 чорний король · f8 чорний слон · g8 чорний кінь · h8 чорна тура · a7 чорний пішак · b7 чорний пішак · c7 чорний пішак · d7 чорний пішак · e7 чорний пішак · f7 чорний пішак · g7 чорний пішак · h7 чорний пішак · a2 білий пішак · b2 білий пішак · c2 білий пішак · d2 білий пішак · e2 білий пішак · f2 білий пішак · g2 білий пішак · h2 білий пішак · a1 біла тура · b1 білий кінь · c1 білий слон · d1 білий ферзь · e1 білий король · f1 білий слон · g1 білий кінь · h1 біла тура | a8 чорна тура · b8 чорний кінь · c8 чорний слон · d8 чорний ферзь · e8 чорний король · f8 чорний слон · g8 чорний кінь · h8 чорна тура · a7 чорний пішак · b7 чорний пішак · c7 чорний пішак · d7 чорний пішак · e7 чорний пішак · f7 чорний пішак · g7 чорний пішак · h7 чорний пішак · a2 білий пішак · b2 білий пішак · c2 білий пішак · d2 білий пішак · e2 білий пішак · f2 білий пішак · g2 білий пішак · h2 білий пішак · a1 біла тура · b1 білий кінь · c1 білий слон · d1 білий ферзь · e1 білий король · f1 білий слон · g1 білий кінь · h1 біла тура | a8 чорна тура · b8 чорний кінь · c8 чорний слон · d8 чорний ферзь · e8 чорний король · f8 чорний слон · g8 чорний кінь · h8 чорна тура · a7 чорний пішак · b7 чорний пішак · c7 чорний пішак · d7 чорний пішак · e7 чорний пішак · f7 чорний пішак · g7 чорний пішак · h7 чорний пішак · a2 білий пішак · b2 білий пішак · c2 білий пішак · d2 білий пішак · e2 білий пішак · f2 білий пішак · g2 білий пішак · h2 білий пішак · a1 біла тура · b1 білий кінь · c1 білий слон · d1 білий ферзь · e1 білий король · f1 білий слон · g1 білий кінь · h1 біла тура | a8 чорна тура · b8 чорний кінь · c8 чорний слон · d8 чорний ферзь · e8 чорний король · f8 чорний слон · g8 чорний кінь · h8 чорна тура · a7 чорний пішак · b7 чорний пішак · c7 чорний пішак · d7 чорний пішак · e7 чорний пішак · f7 чорний пішак · g7 чорний пішак · h7 чорний пішак · a2 білий пішак · b2 білий пішак · c2 білий пішак · d2 білий пішак · e2 білий пішак · f2 білий пішак · g2 білий пішак · h2 білий пішак · a1 біла тура · b1 білий кінь · c1 білий слон · d1 білий ферзь · e1 білий король · f1 білий слон · g1 білий кінь · h1 біла тура | a8 чорна тура · b8 чорний кінь · c8 чорний слон · d8 чорний ферзь · e8 чорний король · f8 чорний слон · g8 чорний кінь · h8 чорна тура · a7 чорний пішак · b7 чорний пішак · c7 чорний пішак · d7 чорний пішак · e7 чорний пішак · f7 чорний пішак · g7 чорний пішак · h7 чорний пішак · a2 білий пішак · b2 білий пішак · c2 білий пішак · d2 білий пішак · e2 білий пішак · f2 білий пішак · g2 білий пішак · h2 білий пішак · a1 біла тура · b1 білий кінь · c1 білий слон · d1 білий ферзь · e1 білий король · f1 білий слон · g1 білий кінь · h1 біла тура | a8 чорна тура · b8 чорний кінь · c8 чорний слон · d8 чорний ферзь · e8 чорний король · f8 чорний слон · g8 чорний кінь · h8 чорна тура · a7 чорний пішак · b7 чорний пішак · c7 чорний пішак · d7 чорний пішак · e7 чорний пішак · f7 чорний пішак · g7 чорний пішак · h7 чорний пішак · a2 білий пішак · b2 білий пішак · c2 білий пішак · d2 білий пішак · e2 білий пішак · f2 білий пішак · g2 білий пішак · h2 білий пішак · a1 біла тура · b1 білий кінь · c1 білий слон · d1 білий ферзь · e1 білий король · f1 білий слон · g1 білий кінь · h1 біла тура | 7 |
| 6 | a8 чорна тура · b8 чорний кінь · c8 чорний слон · d8 чорний ферзь · e8 чорний король · f8 чорний слон · g8 чорний кінь · h8 чорна тура · a7 чорний пішак · b7 чорний пішак · c7 чорний пішак · d7 чорний пішак · e7 чорний пішак · f7 чорний пішак · g7 чорний пішак · h7 чорний пішак · a2 білий пішак · b2 білий пішак · c2 білий пішак · d2 білий пішак · e2 білий пішак · f2 білий пішак · g2 білий пішак · h2 білий пішак · a1 біла тура · b1 білий кінь · c1 білий слон · d1 білий ферзь · e1 білий король · f1 білий слон · g1 білий кінь · h1 біла тура | a8 чорна тура · b8 чорний кінь · c8 чорний слон · d8 чорний ферзь · e8 чорний король · f8 чорний слон · g8 чорний кінь · h8 чорна тура · a7 чорний пішак · b7 чорний пішак · c7 чорний пішак · d7 чорний пішак · e7 чорний пішак · f7 чорний пішак · g7 чорний пішак · h7 чорний пішак · a2 білий пішак · b2 білий пішак · c2 білий пішак · d2 білий пішак · e2 білий пішак · f2 білий пішак · g2 білий пішак · h2 білий пішак · a1 біла тура · b1 білий кінь · c1 білий слон · d1 білий ферзь · e1 білий король · f1 білий слон · g1 білий кінь · h1 біла тура | a8 чорна тура · b8 чорний кінь · c8 чорний слон · d8 чорний ферзь · e8 чорний король · f8 чорний слон · g8 чорний кінь · h8 чорна тура · a7 чорний пішак · b7 чорний пішак · c7 чорний пішак · d7 чорний пішак · e7 чорний пішак · f7 чорний пішак · g7 чорний пішак · h7 чорний пішак · a2 білий пішак · b2 білий пішак · c2 білий пішак · d2 білий пішак · e2 білий пішак · f2 білий пішак · g2 білий пішак · h2 білий пішак · a1 біла тура · b1 білий кінь · c1 білий слон · d1 білий ферзь · e1 білий король · f1 білий слон · g1 білий кінь · h1 біла тура | a8 чорна тура · b8 чорний кінь · c8 чорний слон · d8 чорний ферзь · e8 чорний король · f8 чорний слон · g8 чорний кінь · h8 чорна тура · a7 чорний пішак · b7 чорний пішак · c7 чорний пішак · d7 чорний пішак · e7 чорний пішак · f7 чорний пішак · g7 чорний пішак · h7 чорний пішак · a2 білий пішак · b2 білий пішак · c2 білий пішак · d2 білий пішак · e2 білий пішак · f2 білий пішак · g2 білий пішак · h2 білий пішак · a1 біла тура · b1 білий кінь · c1 білий слон · d1 білий ферзь · e1 білий король · f1 білий слон · g1 білий кінь · h1 біла тура | a8 чорна тура · b8 чорний кінь · c8 чорний слон · d8 чорний ферзь · e8 чорний король · f8 чорний слон · g8 чорний кінь · h8 чорна тура · a7 чорний пішак · b7 чорний пішак · c7 чорний пішак · d7 чорний пішак · e7 чорний пішак · f7 чорний пішак · g7 чорний пішак · h7 чорний пішак · a2 білий пішак · b2 білий пішак · c2 білий пішак · d2 білий пішак · e2 білий пішак · f2 білий пішак · g2 білий пішак · h2 білий пішак · a1 біла тура · b1 білий кінь · c1 білий слон · d1 білий ферзь · e1 білий король · f1 білий слон · g1 білий кінь · h1 біла тура | a8 чорна тура · b8 чорний кінь · c8 чорний слон · d8 чорний ферзь · e8 чорний король · f8 чорний слон · g8 чорний кінь · h8 чорна тура · a7 чорний пішак · b7 чорний пішак · c7 чорний пішак · d7 чорний пішак · e7 чорний пішак · f7 чорний пішак · g7 чорний пішак · h7 чорний пішак · a2 білий пішак · b2 білий пішак · c2 білий пішак · d2 білий пішак · e2 білий пішак · f2 білий пішак · g2 білий пішак · h2 білий пішак · a1 біла тура · b1 білий кінь · c1 білий слон · d1 білий ферзь · e1 білий король · f1 білий слон · g1 білий кінь · h1 біла тура | a8 чорна тура · b8 чорний кінь · c8 чорний слон · d8 чорний ферзь · e8 чорний король · f8 чорний слон · g8 чорний кінь · h8 чорна тура · a7 чорний пішак · b7 чорний пішак · c7 чорний пішак · d7 чорний пішак · e7 чорний пішак · f7 чорний пішак · g7 чорний пішак · h7 чорний пішак · a2 білий пішак · b2 білий пішак · c2 білий пішак · d2 білий пішак · e2 білий пішак · f2 білий пішак · g2 білий пішак · h2 білий пішак · a1 біла тура · b1 білий кінь · c1 білий слон · d1 білий ферзь · e1 білий король · f1 білий слон · g1 білий кінь · h1 біла тура | a8 чорна тура · b8 чорний кінь · c8 чорний слон · d8 чорний ферзь · e8 чорний король · f8 чорний слон · g8 чорний кінь · h8 чорна тура · a7 чорний пішак · b7 чорний пішак · c7 чорний пішак · d7 чорний пішак · e7 чорний пішак · f7 чорний пішак · g7 чорний пішак · h7 чорний пішак · a2 білий пішак · b2 білий пішак · c2 білий пішак · d2 білий пішак · e2 білий пішак · f2 білий пішак · g2 білий пішак · h2 білий пішак · a1 біла тура · b1 білий кінь · c1 білий слон · d1 білий ферзь · e1 білий король · f1 білий слон · g1 білий кінь · h1 біла тура | 6 |
| 5 | a8 чорна тура · b8 чорний кінь · c8 чорний слон · d8 чорний ферзь · e8 чорний король · f8 чорний слон · g8 чорний кінь · h8 чорна тура · a7 чорний пішак · b7 чорний пішак · c7 чорний пішак · d7 чорний пішак · e7 чорний пішак · f7 чорний пішак · g7 чорний пішак · h7 чорний пішак · a2 білий пішак · b2 білий пішак · c2 білий пішак · d2 білий пішак · e2 білий пішак · f2 білий пішак · g2 білий пішак · h2 білий пішак · a1 біла тура · b1 білий кінь · c1 білий слон · d1 білий ферзь · e1 білий король · f1 білий слон · g1 білий кінь · h1 біла тура | a8 чорна тура · b8 чорний кінь · c8 чорний слон · d8 чорний ферзь · e8 чорний король · f8 чорний слон · g8 чорний кінь · h8 чорна тура · a7 чорний пішак · b7 чорний пішак · c7 чорний пішак · d7 чорний пішак · e7 чорний пішак · f7 чорний пішак · g7 чорний пішак · h7 чорний пішак · a2 білий пішак · b2 білий пішак · c2 білий пішак · d2 білий пішак · e2 білий пішак · f2 білий пішак · g2 білий пішак · h2 білий пішак · a1 біла тура · b1 білий кінь · c1 білий слон · d1 білий ферзь · e1 білий король · f1 білий слон · g1 білий кінь · h1 біла тура | a8 чорна тура · b8 чорний кінь · c8 чорний слон · d8 чорний ферзь · e8 чорний король · f8 чорний слон · g8 чорний кінь · h8 чорна тура · a7 чорний пішак · b7 чорний пішак · c7 чорний пішак · d7 чорний пішак · e7 чорний пішак · f7 чорний пішак · g7 чорний пішак · h7 чорний пішак · a2 білий пішак · b2 білий пішак · c2 білий пішак · d2 білий пішак · e2 білий пішак · f2 білий пішак · g2 білий пішак · h2 білий пішак · a1 біла тура · b1 білий кінь · c1 білий слон · d1 білий ферзь · e1 білий король · f1 білий слон · g1 білий кінь · h1 біла тура | a8 чорна тура · b8 чорний кінь · c8 чорний слон · d8 чорний ферзь · e8 чорний король · f8 чорний слон · g8 чорний кінь · h8 чорна тура · a7 чорний пішак · b7 чорний пішак · c7 чорний пішак · d7 чорний пішак · e7 чорний пішак · f7 чорний пішак · g7 чорний пішак · h7 чорний пішак · a2 білий пішак · b2 білий пішак · c2 білий пішак · d2 білий пішак · e2 білий пішак · f2 білий пішак · g2 білий пішак · h2 білий пішак · a1 біла тура · b1 білий кінь · c1 білий слон · d1 білий ферзь · e1 білий король · f1 білий слон · g1 білий кінь · h1 біла тура | a8 чорна тура · b8 чорний кінь · c8 чорний слон · d8 чорний ферзь · e8 чорний король · f8 чорний слон · g8 чорний кінь · h8 чорна тура · a7 чорний пішак · b7 чорний пішак · c7 чорний пішак · d7 чорний пішак · e7 чорний пішак · f7 чорний пішак · g7 чорний пішак · h7 чорний пішак · a2 білий пішак · b2 білий пішак · c2 білий пішак · d2 білий пішак · e2 білий пішак · f2 білий пішак · g2 білий пішак · h2 білий пішак · a1 біла тура · b1 білий кінь · c1 білий слон · d1 білий ферзь · e1 білий король · f1 білий слон · g1 білий кінь · h1 біла тура | a8 чорна тура · b8 чорний кінь · c8 чорний слон · d8 чорний ферзь · e8 чорний король · f8 чорний слон · g8 чорний кінь · h8 чорна тура · a7 чорний пішак · b7 чорний пішак · c7 чорний пішак · d7 чорний пішак · e7 чорний пішак · f7 чорний пішак · g7 чорний пішак · h7 чорний пішак · a2 білий пішак · b2 білий пішак · c2 білий пішак · d2 білий пішак · e2 білий пішак · f2 білий пішак · g2 білий пішак · h2 білий пішак · a1 біла тура · b1 білий кінь · c1 білий слон · d1 білий ферзь · e1 білий король · f1 білий слон · g1 білий кінь · h1 біла тура | a8 чорна тура · b8 чорний кінь · c8 чорний слон · d8 чорний ферзь · e8 чорний король · f8 чорний слон · g8 чорний кінь · h8 чорна тура · a7 чорний пішак · b7 чорний пішак · c7 чорний пішак · d7 чорний пішак · e7 чорний пішак · f7 чорний пішак · g7 чорний пішак · h7 чорний пішак · a2 білий пішак · b2 білий пішак · c2 білий пішак · d2 білий пішак · e2 білий пішак · f2 білий пішак · g2 білий пішак · h2 білий пішак · a1 біла тура · b1 білий кінь · c1 білий слон · d1 білий ферзь · e1 білий король · f1 білий слон · g1 білий кінь · h1 біла тура | a8 чорна тура · b8 чорний кінь · c8 чорний слон · d8 чорний ферзь · e8 чорний король · f8 чорний слон · g8 чорний кінь · h8 чорна тура · a7 чорний пішак · b7 чорний пішак · c7 чорний пішак · d7 чорний пішак · e7 чорний пішак · f7 чорний пішак · g7 чорний пішак · h7 чорний пішак · a2 білий пішак · b2 білий пішак · c2 білий пішак · d2 білий пішак · e2 білий пішак · f2 білий пішак · g2 білий пішак · h2 білий пішак · a1 біла тура · b1 білий кінь · c1 білий слон · d1 білий ферзь · e1 білий король · f1 білий слон · g1 білий кінь · h1 біла тура | 5 |
| 4 | a8 чорна тура · b8 чорний кінь · c8 чорний слон · d8 чорний ферзь · e8 чорний король · f8 чорний слон · g8 чорний кінь · h8 чорна тура · a7 чорний пішак · b7 чорний пішак · c7 чорний пішак · d7 чорний пішак · e7 чорний пішак · f7 чорний пішак · g7 чорний пішак · h7 чорний пішак · a2 білий пішак · b2 білий пішак · c2 білий пішак · d2 білий пішак · e2 білий пішак · f2 білий пішак · g2 білий пішак · h2 білий пішак · a1 біла тура · b1 білий кінь · c1 білий слон · d1 білий ферзь · e1 білий король · f1 білий слон · g1 білий кінь · h1 біла тура | a8 чорна тура · b8 чорний кінь · c8 чорний слон · d8 чорний ферзь · e8 чорний король · f8 чорний слон · g8 чорний кінь · h8 чорна тура · a7 чорний пішак · b7 чорний пішак · c7 чорний пішак · d7 чорний пішак · e7 чорний пішак · f7 чорний пішак · g7 чорний пішак · h7 чорний пішак · a2 білий пішак · b2 білий пішак · c2 білий пішак · d2 білий пішак · e2 білий пішак · f2 білий пішак · g2 білий пішак · h2 білий пішак · a1 біла тура · b1 білий кінь · c1 білий слон · d1 білий ферзь · e1 білий король · f1 білий слон · g1 білий кінь · h1 біла тура | a8 чорна тура · b8 чорний кінь · c8 чорний слон · d8 чорний ферзь · e8 чорний король · f8 чорний слон · g8 чорний кінь · h8 чорна тура · a7 чорний пішак · b7 чорний пішак · c7 чорний пішак · d7 чорний пішак · e7 чорний пішак · f7 чорний пішак · g7 чорний пішак · h7 чорний пішак · a2 білий пішак · b2 білий пішак · c2 білий пішак · d2 білий пішак · e2 білий пішак · f2 білий пішак · g2 білий пішак · h2 білий пішак · a1 біла тура · b1 білий кінь · c1 білий слон · d1 білий ферзь · e1 білий король · f1 білий слон · g1 білий кінь · h1 біла тура | a8 чорна тура · b8 чорний кінь · c8 чорний слон · d8 чорний ферзь · e8 чорний король · f8 чорний слон · g8 чорний кінь · h8 чорна тура · a7 чорний пішак · b7 чорний пішак · c7 чорний пішак · d7 чорний пішак · e7 чорний пішак · f7 чорний пішак · g7 чорний пішак · h7 чорний пішак · a2 білий пішак · b2 білий пішак · c2 білий пішак · d2 білий пішак · e2 білий пішак · f2 білий пішак · g2 білий пішак · h2 білий пішак · a1 біла тура · b1 білий кінь · c1 білий слон · d1 білий ферзь · e1 білий король · f1 білий слон · g1 білий кінь · h1 біла тура | a8 чорна тура · b8 чорний кінь · c8 чорний слон · d8 чорний ферзь · e8 чорний король · f8 чорний слон · g8 чорний кінь · h8 чорна тура · a7 чорний пішак · b7 чорний пішак · c7 чорний пішак · d7 чорний пішак · e7 чорний пішак · f7 чорний пішак · g7 чорний пішак · h7 чорний пішак · a2 білий пішак · b2 білий пішак · c2 білий пішак · d2 білий пішак · e2 білий пішак · f2 білий пішак · g2 білий пішак · h2 білий пішак · a1 біла тура · b1 білий кінь · c1 білий слон · d1 білий ферзь · e1 білий король · f1 білий слон · g1 білий кінь · h1 біла тура | a8 чорна тура · b8 чорний кінь · c8 чорний слон · d8 чорний ферзь · e8 чорний король · f8 чорний слон · g8 чорний кінь · h8 чорна тура · a7 чорний пішак · b7 чорний пішак · c7 чорний пішак · d7 чорний пішак · e7 чорний пішак · f7 чорний пішак · g7 чорний пішак · h7 чорний пішак · a2 білий пішак · b2 білий пішак · c2 білий пішак · d2 білий пішак · e2 білий пішак · f2 білий пішак · g2 білий пішак · h2 білий пішак · a1 біла тура · b1 білий кінь · c1 білий слон · d1 білий ферзь · e1 білий король · f1 білий слон · g1 білий кінь · h1 біла тура | a8 чорна тура · b8 чорний кінь · c8 чорний слон · d8 чорний ферзь · e8 чорний король · f8 чорний слон · g8 чорний кінь · h8 чорна тура · a7 чорний пішак · b7 чорний пішак · c7 чорний пішак · d7 чорний пішак · e7 чорний пішак · f7 чорний пішак · g7 чорний пішак · h7 чорний пішак · a2 білий пішак · b2 білий пішак · c2 білий пішак · d2 білий пішак · e2 білий пішак · f2 білий пішак · g2 білий пішак · h2 білий пішак · a1 біла тура · b1 білий кінь · c1 білий слон · d1 білий ферзь · e1 білий король · f1 білий слон · g1 білий кінь · h1 біла тура | a8 чорна тура · b8 чорний кінь · c8 чорний слон · d8 чорний ферзь · e8 чорний король · f8 чорний слон · g8 чорний кінь · h8 чорна тура · a7 чорний пішак · b7 чорний пішак · c7 чорний пішак · d7 чорний пішак · e7 чорний пішак · f7 чорний пішак · g7 чорний пішак · h7 чорний пішак · a2 білий пішак · b2 білий пішак · c2 білий пішак · d2 білий пішак · e2 білий пішак · f2 білий пішак · g2 білий пішак · h2 білий пішак · a1 біла тура · b1 білий кінь · c1 білий слон · d1 білий ферзь · e1 білий король · f1 білий слон · g1 білий кінь · h1 біла тура | 4 |
| 3 | a8 чорна тура · b8 чорний кінь · c8 чорний слон · d8 чорний ферзь · e8 чорний король · f8 чорний слон · g8 чорний кінь · h8 чорна тура · a7 чорний пішак · b7 чорний пішак · c7 чорний пішак · d7 чорний пішак · e7 чорний пішак · f7 чорний пішак · g7 чорний пішак · h7 чорний пішак · a2 білий пішак · b2 білий пішак · c2 білий пішак · d2 білий пішак · e2 білий пішак · f2 білий пішак · g2 білий пішак · h2 білий пішак · a1 біла тура · b1 білий кінь · c1 білий слон · d1 білий ферзь · e1 білий король · f1 білий слон · g1 білий кінь · h1 біла тура | a8 чорна тура · b8 чорний кінь · c8 чорний слон · d8 чорний ферзь · e8 чорний король · f8 чорний слон · g8 чорний кінь · h8 чорна тура · a7 чорний пішак · b7 чорний пішак · c7 чорний пішак · d7 чорний пішак · e7 чорний пішак · f7 чорний пішак · g7 чорний пішак · h7 чорний пішак · a2 білий пішак · b2 білий пішак · c2 білий пішак · d2 білий пішак · e2 білий пішак · f2 білий пішак · g2 білий пішак · h2 білий пішак · a1 біла тура · b1 білий кінь · c1 білий слон · d1 білий ферзь · e1 білий король · f1 білий слон · g1 білий кінь · h1 біла тура | a8 чорна тура · b8 чорний кінь · c8 чорний слон · d8 чорний ферзь · e8 чорний король · f8 чорний слон · g8 чорний кінь · h8 чорна тура · a7 чорний пішак · b7 чорний пішак · c7 чорний пішак · d7 чорний пішак · e7 чорний пішак · f7 чорний пішак · g7 чорний пішак · h7 чорний пішак · a2 білий пішак · b2 білий пішак · c2 білий пішак · d2 білий пішак · e2 білий пішак · f2 білий пішак · g2 білий пішак · h2 білий пішак · a1 біла тура · b1 білий кінь · c1 білий слон · d1 білий ферзь · e1 білий король · f1 білий слон · g1 білий кінь · h1 біла тура | a8 чорна тура · b8 чорний кінь · c8 чорний слон · d8 чорний ферзь · e8 чорний король · f8 чорний слон · g8 чорний кінь · h8 чорна тура · a7 чорний пішак · b7 чорний пішак · c7 чорний пішак · d7 чорний пішак · e7 чорний пішак · f7 чорний пішак · g7 чорний пішак · h7 чорний пішак · a2 білий пішак · b2 білий пішак · c2 білий пішак · d2 білий пішак · e2 білий пішак · f2 білий пішак · g2 білий пішак · h2 білий пішак · a1 біла тура · b1 білий кінь · c1 білий слон · d1 білий ферзь · e1 білий король · f1 білий слон · g1 білий кінь · h1 біла тура | a8 чорна тура · b8 чорний кінь · c8 чорний слон · d8 чорний ферзь · e8 чорний король · f8 чорний слон · g8 чорний кінь · h8 чорна тура · a7 чорний пішак · b7 чорний пішак · c7 чорний пішак · d7 чорний пішак · e7 чорний пішак · f7 чорний пішак · g7 чорний пішак · h7 чорний пішак · a2 білий пішак · b2 білий пішак · c2 білий пішак · d2 білий пішак · e2 білий пішак · f2 білий пішак · g2 білий пішак · h2 білий пішак · a1 біла тура · b1 білий кінь · c1 білий слон · d1 білий ферзь · e1 білий король · f1 білий слон · g1 білий кінь · h1 біла тура | a8 чорна тура · b8 чорний кінь · c8 чорний слон · d8 чорний ферзь · e8 чорний король · f8 чорний слон · g8 чорний кінь · h8 чорна тура · a7 чорний пішак · b7 чорний пішак · c7 чорний пішак · d7 чорний пішак · e7 чорний пішак · f7 чорний пішак · g7 чорний пішак · h7 чорний пішак · a2 білий пішак · b2 білий пішак · c2 білий пішак · d2 білий пішак · e2 білий пішак · f2 білий пішак · g2 білий пішак · h2 білий пішак · a1 біла тура · b1 білий кінь · c1 білий слон · d1 білий ферзь · e1 білий король · f1 білий слон · g1 білий кінь · h1 біла тура | a8 чорна тура · b8 чорний кінь · c8 чорний слон · d8 чорний ферзь · e8 чорний король · f8 чорний слон · g8 чорний кінь · h8 чорна тура · a7 чорний пішак · b7 чорний пішак · c7 чорний пішак · d7 чорний пішак · e7 чорний пішак · f7 чорний пішак · g7 чорний пішак · h7 чорний пішак · a2 білий пішак · b2 білий пішак · c2 білий пішак · d2 білий пішак · e2 білий пішак · f2 білий пішак · g2 білий пішак · h2 білий пішак · a1 біла тура · b1 білий кінь · c1 білий слон · d1 білий ферзь · e1 білий король · f1 білий слон · g1 білий кінь · h1 біла тура | a8 чорна тура · b8 чорний кінь · c8 чорний слон · d8 чорний ферзь · e8 чорний король · f8 чорний слон · g8 чорний кінь · h8 чорна тура · a7 чорний пішак · b7 чорний пішак · c7 чорний пішак · d7 чорний пішак · e7 чорний пішак · f7 чорний пішак · g7 чорний пішак · h7 чорний пішак · a2 білий пішак · b2 білий пішак · c2 білий пішак · d2 білий пішак · e2 білий пішак · f2 білий пішак · g2 білий пішак · h2 білий пішак · a1 біла тура · b1 білий кінь · c1 білий слон · d1 білий ферзь · e1 білий король · f1 білий слон · g1 білий кінь · h1 біла тура | 3 |
| 2 | a8 чорна тура · b8 чорний кінь · c8 чорний слон · d8 чорний ферзь · e8 чорний король · f8 чорний слон · g8 чорний кінь · h8 чорна тура · a7 чорний пішак · b7 чорний пішак · c7 чорний пішак · d7 чорний пішак · e7 чорний пішак · f7 чорний пішак · g7 чорний пішак · h7 чорний пішак · a2 білий пішак · b2 білий пішак · c2 білий пішак · d2 білий пішак · e2 білий пішак · f2 білий пішак · g2 білий пішак · h2 білий пішак · a1 біла тура · b1 білий кінь · c1 білий слон · d1 білий ферзь · e1 білий король · f1 білий слон · g1 білий кінь · h1 біла тура | a8 чорна тура · b8 чорний кінь · c8 чорний слон · d8 чорний ферзь · e8 чорний король · f8 чорний слон · g8 чорний кінь · h8 чорна тура · a7 чорний пішак · b7 чорний пішак · c7 чорний пішак · d7 чорний пішак · e7 чорний пішак · f7 чорний пішак · g7 чорний пішак · h7 чорний пішак · a2 білий пішак · b2 білий пішак · c2 білий пішак · d2 білий пішак · e2 білий пішак · f2 білий пішак · g2 білий пішак · h2 білий пішак · a1 біла тура · b1 білий кінь · c1 білий слон · d1 білий ферзь · e1 білий король · f1 білий слон · g1 білий кінь · h1 біла тура | a8 чорна тура · b8 чорний кінь · c8 чорний слон · d8 чорний ферзь · e8 чорний король · f8 чорний слон · g8 чорний кінь · h8 чорна тура · a7 чорний пішак · b7 чорний пішак · c7 чорний пішак · d7 чорний пішак · e7 чорний пішак · f7 чорний пішак · g7 чорний пішак · h7 чорний пішак · a2 білий пішак · b2 білий пішак · c2 білий пішак · d2 білий пішак · e2 білий пішак · f2 білий пішак · g2 білий пішак · h2 білий пішак · a1 біла тура · b1 білий кінь · c1 білий слон · d1 білий ферзь · e1 білий король · f1 білий слон · g1 білий кінь · h1 біла тура | a8 чорна тура · b8 чорний кінь · c8 чорний слон · d8 чорний ферзь · e8 чорний король · f8 чорний слон · g8 чорний кінь · h8 чорна тура · a7 чорний пішак · b7 чорний пішак · c7 чорний пішак · d7 чорний пішак · e7 чорний пішак · f7 чорний пішак · g7 чорний пішак · h7 чорний пішак · a2 білий пішак · b2 білий пішак · c2 білий пішак · d2 білий пішак · e2 білий пішак · f2 білий пішак · g2 білий пішак · h2 білий пішак · a1 біла тура · b1 білий кінь · c1 білий слон · d1 білий ферзь · e1 білий король · f1 білий слон · g1 білий кінь · h1 біла тура | a8 чорна тура · b8 чорний кінь · c8 чорний слон · d8 чорний ферзь · e8 чорний король · f8 чорний слон · g8 чорний кінь · h8 чорна тура · a7 чорний пішак · b7 чорний пішак · c7 чорний пішак · d7 чорний пішак · e7 чорний пішак · f7 чорний пішак · g7 чорний пішак · h7 чорний пішак · a2 білий пішак · b2 білий пішак · c2 білий пішак · d2 білий пішак · e2 білий пішак · f2 білий пішак · g2 білий пішак · h2 білий пішак · a1 біла тура · b1 білий кінь · c1 білий слон · d1 білий ферзь · e1 білий король · f1 білий слон · g1 білий кінь · h1 біла тура | a8 чорна тура · b8 чорний кінь · c8 чорний слон · d8 чорний ферзь · e8 чорний король · f8 чорний слон · g8 чорний кінь · h8 чорна тура · a7 чорний пішак · b7 чорний пішак · c7 чорний пішак · d7 чорний пішак · e7 чорний пішак · f7 чорний пішак · g7 чорний пішак · h7 чорний пішак · a2 білий пішак · b2 білий пішак · c2 білий пішак · d2 білий пішак · e2 білий пішак · f2 білий пішак · g2 білий пішак · h2 білий пішак · a1 біла тура · b1 білий кінь · c1 білий слон · d1 білий ферзь · e1 білий король · f1 білий слон · g1 білий кінь · h1 біла тура | a8 чорна тура · b8 чорний кінь · c8 чорний слон · d8 чорний ферзь · e8 чорний король · f8 чорний слон · g8 чорний кінь · h8 чорна тура · a7 чорний пішак · b7 чорний пішак · c7 чорний пішак · d7 чорний пішак · e7 чорний пішак · f7 чорний пішак · g7 чорний пішак · h7 чорний пішак · a2 білий пішак · b2 білий пішак · c2 білий пішак · d2 білий пішак · e2 білий пішак · f2 білий пішак · g2 білий пішак · h2 білий пішак · a1 біла тура · b1 білий кінь · c1 білий слон · d1 білий ферзь · e1 білий король · f1 білий слон · g1 білий кінь · h1 біла тура | a8 чорна тура · b8 чорний кінь · c8 чорний слон · d8 чорний ферзь · e8 чорний король · f8 чорний слон · g8 чорний кінь · h8 чорна тура · a7 чорний пішак · b7 чорний пішак · c7 чорний пішак · d7 чорний пішак · e7 чорний пішак · f7 чорний пішак · g7 чорний пішак · h7 чорний пішак · a2 білий пішак · b2 білий пішак · c2 білий пішак · d2 білий пішак · e2 білий пішак · f2 білий пішак · g2 білий пішак · h2 білий пішак · a1 біла тура · b1 білий кінь · c1 білий слон · d1 білий ферзь · e1 білий король · f1 білий слон · g1 білий кінь · h1 біла тура | 2 |
| 1 | a8 чорна тура · b8 чорний кінь · c8 чорний слон · d8 чорний ферзь · e8 чорний король · f8 чорний слон · g8 чорний кінь · h8 чорна тура · a7 чорний пішак · b7 чорний пішак · c7 чорний пішак · d7 чорний пішак · e7 чорний пішак · f7 чорний пішак · g7 чорний пішак · h7 чорний пішак · a2 білий пішак · b2 білий пішак · c2 білий пішак · d2 білий пішак · e2 білий пішак · f2 білий пішак · g2 білий пішак · h2 білий пішак · a1 біла тура · b1 білий кінь · c1 білий слон · d1 білий ферзь · e1 білий король · f1 білий слон · g1 білий кінь · h1 біла тура | a8 чорна тура · b8 чорний кінь · c8 чорний слон · d8 чорний ферзь · e8 чорний король · f8 чорний слон · g8 чорний кінь · h8 чорна тура · a7 чорний пішак · b7 чорний пішак · c7 чорний пішак · d7 чорний пішак · e7 чорний пішак · f7 чорний пішак · g7 чорний пішак · h7 чорний пішак · a2 білий пішак · b2 білий пішак · c2 білий пішак · d2 білий пішак · e2 білий пішак · f2 білий пішак · g2 білий пішак · h2 білий пішак · a1 біла тура · b1 білий кінь · c1 білий слон · d1 білий ферзь · e1 білий король · f1 білий слон · g1 білий кінь · h1 біла тура | a8 чорна тура · b8 чорний кінь · c8 чорний слон · d8 чорний ферзь · e8 чорний король · f8 чорний слон · g8 чорний кінь · h8 чорна тура · a7 чорний пішак · b7 чорний пішак · c7 чорний пішак · d7 чорний пішак · e7 чорний пішак · f7 чорний пішак · g7 чорний пішак · h7 чорний пішак · a2 білий пішак · b2 білий пішак · c2 білий пішак · d2 білий пішак · e2 білий пішак · f2 білий пішак · g2 білий пішак · h2 білий пішак · a1 біла тура · b1 білий кінь · c1 білий слон · d1 білий ферзь · e1 білий король · f1 білий слон · g1 білий кінь · h1 біла тура | a8 чорна тура · b8 чорний кінь · c8 чорний слон · d8 чорний ферзь · e8 чорний король · f8 чорний слон · g8 чорний кінь · h8 чорна тура · a7 чорний пішак · b7 чорний пішак · c7 чорний пішак · d7 чорний пішак · e7 чорний пішак · f7 чорний пішак · g7 чорний пішак · h7 чорний пішак · a2 білий пішак · b2 білий пішак · c2 білий пішак · d2 білий пішак · e2 білий пішак · f2 білий пішак · g2 білий пішак · h2 білий пішак · a1 біла тура · b1 білий кінь · c1 білий слон · d1 білий ферзь · e1 білий король · f1 білий слон · g1 білий кінь · h1 біла тура | a8 чорна тура · b8 чорний кінь · c8 чорний слон · d8 чорний ферзь · e8 чорний король · f8 чорний слон · g8 чорний кінь · h8 чорна тура · a7 чорний пішак · b7 чорний пішак · c7 чорний пішак · d7 чорний пішак · e7 чорний пішак · f7 чорний пішак · g7 чорний пішак · h7 чорний пішак · a2 білий пішак · b2 білий пішак · c2 білий пішак · d2 білий пішак · e2 білий пішак · f2 білий пішак · g2 білий пішак · h2 білий пішак · a1 біла тура · b1 білий кінь · c1 білий слон · d1 білий ферзь · e1 білий король · f1 білий слон · g1 білий кінь · h1 біла тура | a8 чорна тура · b8 чорний кінь · c8 чорний слон · d8 чорний ферзь · e8 чорний король · f8 чорний слон · g8 чорний кінь · h8 чорна тура · a7 чорний пішак · b7 чорний пішак · c7 чорний пішак · d7 чорний пішак · e7 чорний пішак · f7 чорний пішак · g7 чорний пішак · h7 чорний пішак · a2 білий пішак · b2 білий пішак · c2 білий пішак · d2 білий пішак · e2 білий пішак · f2 білий пішак · g2 білий пішак · h2 білий пішак · a1 біла тура · b1 білий кінь · c1 білий слон · d1 білий ферзь · e1 білий король · f1 білий слон · g1 білий кінь · h1 біла тура | a8 чорна тура · b8 чорний кінь · c8 чорний слон · d8 чорний ферзь · e8 чорний король · f8 чорний слон · g8 чорний кінь · h8 чорна тура · a7 чорний пішак · b7 чорний пішак · c7 чорний пішак · d7 чорний пішак · e7 чорний пішак · f7 чорний пішак · g7 чорний пішак · h7 чорний пішак · a2 білий пішак · b2 білий пішак · c2 білий пішак · d2 білий пішак · e2 білий пішак · f2 білий пішак · g2 білий пішак · h2 білий пішак · a1 біла тура · b1 білий кінь · c1 білий слон · d1 білий ферзь · e1 білий король · f1 білий слон · g1 білий кінь · h1 біла тура | a8 чорна тура · b8 чорний кінь · c8 чорний слон · d8 чорний ферзь · e8 чорний король · f8 чорний слон · g8 чорний кінь · h8 чорна тура · a7 чорний пішак · b7 чорний пішак · c7 чорний пішак · d7 чорний пішак · e7 чорний пішак · f7 чорний пішак · g7 чорний пішак · h7 чорний пішак · a2 білий пішак · b2 білий пішак · c2 білий пішак · d2 білий пішак · e2 білий пішак · f2 білий пішак · g2 білий пішак · h2 білий пішак · a1 біла тура · b1 білий кінь · c1 білий слон · d1 білий ферзь · e1 білий король · f1 білий слон · g1 білий кінь · h1 біла тура | 1 |
|   | a | b | c | d | e | f | g | h |   |

Перед початком гри кожен партнер має у своєму розпорядженні 16 фігур. Другий ряд заповнюється пішаками. Тури стоять у кутах, біля них коні, потім слони. Білий ферзь розташовується на білому, чорний ферзь — на чорному, а король займає останнє вільне поле. Див. діаграму праворуч.
| Назва фігури    | Король | Ферзь | Тура | Слон | Кінь | Пішак |
| --------------- | ------ | ----- | ---- | ---- | ---- | ----- |
| Кількість фігур | 1      | 1     | 2    | 2    | 2    | 8     |
| Позначення      |        |       |      |      |      |       |

### Вибір кольору фігур
Перед початком партії гравці вирішують, хто гратиме білими і розпочне гру. Це може бути жереб або домовленість гравців, а на змаганнях — регламент їх проведення.
Жеребом може бути підкидання монетки, але найчастіше він відбувається так: один з гравців бере два різнокольорові пішаки і приховано від іншого гравця кладе їх по одному в кулаки, після чого виставляє руки перед партнером. Партнер вибирає руку і колір пішака, який був у кулаці, стає кольором його фігур.

## Опис ігрового процесу

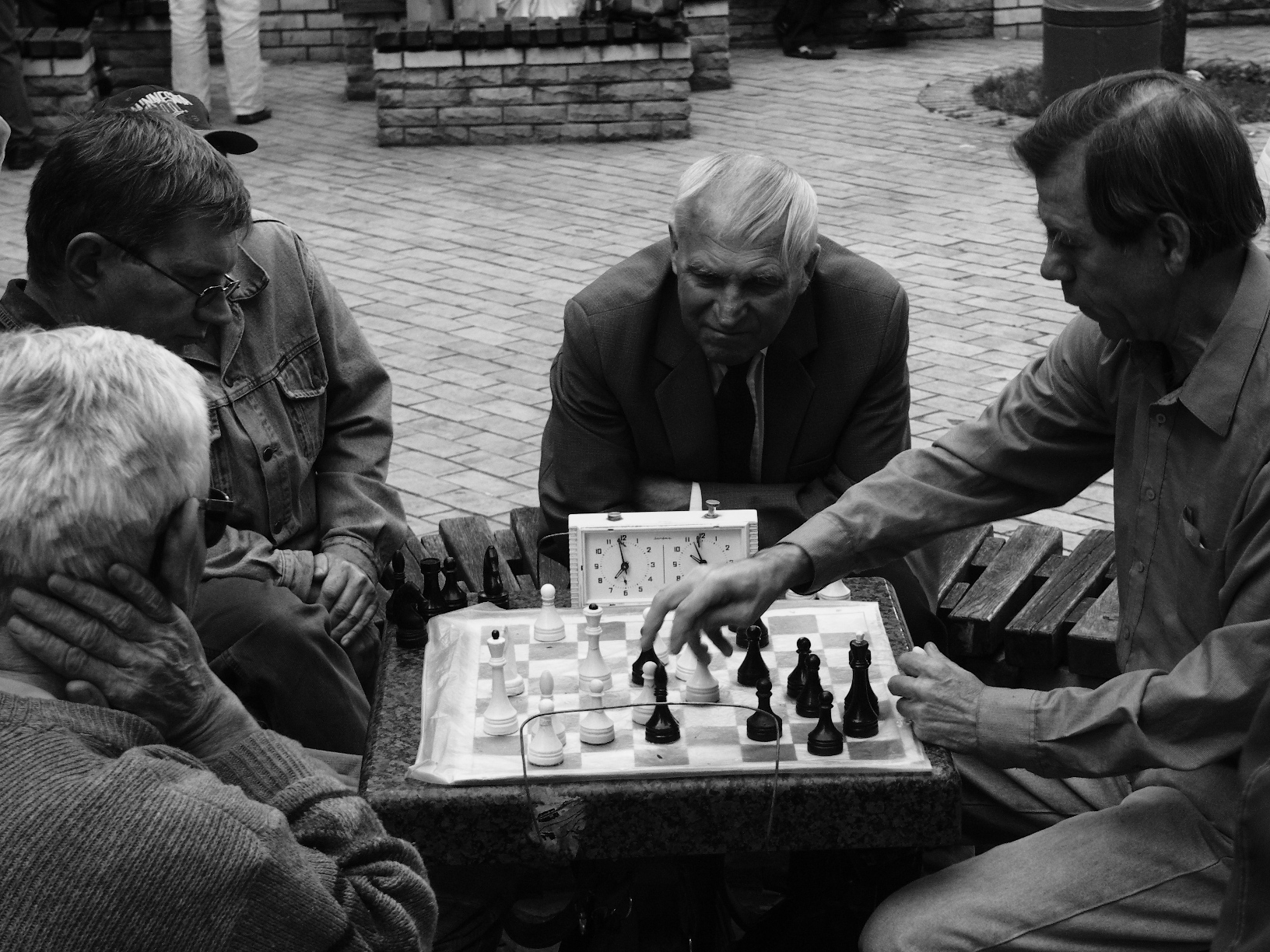
Гра в шахи у парку Києва з використанням шахового годинника (2006)

Шахова партія складається з ходів, які гравці здійснюють по черзі. Хід у шахах — це переміщення гравцем фігури з одного поля шахівниці на інше, вільне або зайняте фігурою суперника. Хід вважається здійсненим, якщо фігура гравця була переставлена на інше поле і його рука відпустила фігуру. Пересування фігури на поле, що зайняте фігурою суперника, називається взяттям, при цьому фігура суперника знімається з дошки.
Кожен тип шахової фігури має свій спосіб переміщення. Враховуючи це, гравці здійснюють ходи фігурами на власний розсуд, зазвичай, намагаючись покращити позицію своїх фігур і здобути матеріальну перевагу над суперником шляхом взяття його фігур. Втім, кінцевою метою є намагання поставити мат — здійснити напад на короля опонента, від якого він зможе захиститися. Мат знаменує завершення партії перемогою одного з гравців.

### Загальні правила ходів
- Ходи в шахах здійснюються гравцями по черзі. Перший хід розпочинають білі. Хід білих разом з наступним ходом чорних вважається одним ходом.
- Гравець за один хід може переставити лише одну фігуру. Виключенням є хід-рокіровка, під час якого переміщуються одночасно дві фігури — король і тура.
- Гравець не може переставити свою фігуру на поле, що вже зайняте іншою його фігурою.
- Під час ходу фігури не можуть перестрибувати через інші фігури, але це правило не стосується коня, а також тури під час рокіровки.
- Взяття — це хід фігури на поле, що вже зайняте фігурою суперника. При цьому фігура суперника має бути знята з дошки гравцем, який здійснює хід. Єдиною фігурою, яка не може бути взята і знята з дошки, є король.

## Фігури та їх ходи
- Король є найважливішою фігурою і водночас однією з найслабших. Він пересувається зі свого поля на одне з вільних суміжних полів, що не перебуває під ударом фігур суперника. Ситуація, коли короля атакує інша фігура, називається шахом.[1] Якщо король ще не рухався, один раз в партії він може здійнити хід-рокіровку. Під час цього ходу короля здійнюється переміщення двох фігур: король пересувається по горизонталі на дві клітини, одночасно з цим тура встановлюється на клітинку, через яку перестрибнув король, тобто король опиняється за турою, з якою він зробив рокіровку. Рокіровка неможлива з турою, яка вже рухалась, також рокіровка неможлива, якщо на горизонталі між королем і відповідною турою є інша фігура — власна чи фігура суперника. Рокіровка тимчасово неможлива: якщо король знаходиться під ударом, або якщо рокіровка переставляє короля під удар, або якщо король має перестрибнути поле, що перебуває під ударом фігури суперника.
- Ферзь — це найсильніша фігура. Він ходить по вертикалях, діагоналях та горизонталях, на яких він перебуває.
- Тура ходить по вертикалях та горизонталях, на яких вона перебуває. Тури особливо сильні фігури, коли вони захищають одна одну і працюють разом або в парі з ферзем.
- Слон починає гру на полі певного кольору (світлого або темного) і має завжди залишаєся на клітинках цього кольору. Він ходить по діагоналях, на яких перебуває. Слони добре взаємодіють один з одним, оскільки вони перекривають обопільні слабкі місця.

|   | a                                                                          | b                                                                          | c                                                                          | d                                                                          | e                                                                          | f                                                                          | g                                                                          | h                                                                          |   |
| 8 | c6 чорний хрестик · d6 чорний хрестик · d5 чорний хрестик · d4 чорний кінь | c6 чорний хрестик · d6 чорний хрестик · d5 чорний хрестик · d4 чорний кінь | c6 чорний хрестик · d6 чорний хрестик · d5 чорний хрестик · d4 чорний кінь | c6 чорний хрестик · d6 чорний хрестик · d5 чорний хрестик · d4 чорний кінь | c6 чорний хрестик · d6 чорний хрестик · d5 чорний хрестик · d4 чорний кінь | c6 чорний хрестик · d6 чорний хрестик · d5 чорний хрестик · d4 чорний кінь | c6 чорний хрестик · d6 чорний хрестик · d5 чорний хрестик · d4 чорний кінь | c6 чорний хрестик · d6 чорний хрестик · d5 чорний хрестик · d4 чорний кінь | 8 |
| 7 | c6 чорний хрестик · d6 чорний хрестик · d5 чорний хрестик · d4 чорний кінь | c6 чорний хрестик · d6 чорний хрестик · d5 чорний хрестик · d4 чорний кінь | c6 чорний хрестик · d6 чорний хрестик · d5 чорний хрестик · d4 чорний кінь | c6 чорний хрестик · d6 чорний хрестик · d5 чорний хрестик · d4 чорний кінь | c6 чорний хрестик · d6 чорний хрестик · d5 чорний хрестик · d4 чорний кінь | c6 чорний хрестик · d6 чорний хрестик · d5 чорний хрестик · d4 чорний кінь | c6 чорний хрестик · d6 чорний хрестик · d5 чорний хрестик · d4 чорний кінь | c6 чорний хрестик · d6 чорний хрестик · d5 чорний хрестик · d4 чорний кінь | 7 |
| 6 | c6 чорний хрестик · d6 чорний хрестик · d5 чорний хрестик · d4 чорний кінь | c6 чорний хрестик · d6 чорний хрестик · d5 чорний хрестик · d4 чорний кінь | c6 чорний хрестик · d6 чорний хрестик · d5 чорний хрестик · d4 чорний кінь | c6 чорний хрестик · d6 чорний хрестик · d5 чорний хрестик · d4 чорний кінь | c6 чорний хрестик · d6 чорний хрестик · d5 чорний хрестик · d4 чорний кінь | c6 чорний хрестик · d6 чорний хрестик · d5 чорний хрестик · d4 чорний кінь | c6 чорний хрестик · d6 чорний хрестик · d5 чорний хрестик · d4 чорний кінь | c6 чорний хрестик · d6 чорний хрестик · d5 чорний хрестик · d4 чорний кінь | 6 |
| 5 | c6 чорний хрестик · d6 чорний хрестик · d5 чорний хрестик · d4 чорний кінь | c6 чорний хрестик · d6 чорний хрестик · d5 чорний хрестик · d4 чорний кінь | c6 чорний хрестик · d6 чорний хрестик · d5 чорний хрестик · d4 чорний кінь | c6 чорний хрестик · d6 чорний хрестик · d5 чорний хрестик · d4 чорний кінь | c6 чорний хрестик · d6 чорний хрестик · d5 чорний хрестик · d4 чорний кінь | c6 чорний хрестик · d6 чорний хрестик · d5 чорний хрестик · d4 чорний кінь | c6 чорний хрестик · d6 чорний хрестик · d5 чорний хрестик · d4 чорний кінь | c6 чорний хрестик · d6 чорний хрестик · d5 чорний хрестик · d4 чорний кінь | 5 |
| 4 | c6 чорний хрестик · d6 чорний хрестик · d5 чорний хрестик · d4 чорний кінь | c6 чорний хрестик · d6 чорний хрестик · d5 чорний хрестик · d4 чорний кінь | c6 чорний хрестик · d6 чорний хрестик · d5 чорний хрестик · d4 чорний кінь | c6 чорний хрестик · d6 чорний хрестик · d5 чорний хрестик · d4 чорний кінь | c6 чорний хрестик · d6 чорний хрестик · d5 чорний хрестик · d4 чорний кінь | c6 чорний хрестик · d6 чорний хрестик · d5 чорний хрестик · d4 чорний кінь | c6 чорний хрестик · d6 чорний хрестик · d5 чорний хрестик · d4 чорний кінь | c6 чорний хрестик · d6 чорний хрестик · d5 чорний хрестик · d4 чорний кінь | 4 |
| 3 | c6 чорний хрестик · d6 чорний хрестик · d5 чорний хрестик · d4 чорний кінь | c6 чорний хрестик · d6 чорний хрестик · d5 чорний хрестик · d4 чорний кінь | c6 чорний хрестик · d6 чорний хрестик · d5 чорний хрестик · d4 чорний кінь | c6 чорний хрестик · d6 чорний хрестик · d5 чорний хрестик · d4 чорний кінь | c6 чорний хрестик · d6 чорний хрестик · d5 чорний хрестик · d4 чорний кінь | c6 чорний хрестик · d6 чорний хрестик · d5 чорний хрестик · d4 чорний кінь | c6 чорний хрестик · d6 чорний хрестик · d5 чорний хрестик · d4 чорний кінь | c6 чорний хрестик · d6 чорний хрестик · d5 чорний хрестик · d4 чорний кінь | 3 |
| 2 | c6 чорний хрестик · d6 чорний хрестик · d5 чорний хрестик · d4 чорний кінь | c6 чорний хрестик · d6 чорний хрестик · d5 чорний хрестик · d4 чорний кінь | c6 чорний хрестик · d6 чорний хрестик · d5 чорний хрестик · d4 чорний кінь | c6 чорний хрестик · d6 чорний хрестик · d5 чорний хрестик · d4 чорний кінь | c6 чорний хрестик · d6 чорний хрестик · d5 чорний хрестик · d4 чорний кінь | c6 чорний хрестик · d6 чорний хрестик · d5 чорний хрестик · d4 чорний кінь | c6 чорний хрестик · d6 чорний хрестик · d5 чорний хрестик · d4 чорний кінь | c6 чорний хрестик · d6 чорний хрестик · d5 чорний хрестик · d4 чорний кінь | 2 |
| 1 | c6 чорний хрестик · d6 чорний хрестик · d5 чорний хрестик · d4 чорний кінь | c6 чорний хрестик · d6 чорний хрестик · d5 чорний хрестик · d4 чорний кінь | c6 чорний хрестик · d6 чорний хрестик · d5 чорний хрестик · d4 чорний кінь | c6 чорний хрестик · d6 чорний хрестик · d5 чорний хрестик · d4 чорний кінь | c6 чорний хрестик · d6 чорний хрестик · d5 чорний хрестик · d4 чорний кінь | c6 чорний хрестик · d6 чорний хрестик · d5 чорний хрестик · d4 чорний кінь | c6 чорний хрестик · d6 чорний хрестик · d5 чорний хрестик · d4 чорний кінь | c6 чорний хрестик · d6 чорний хрестик · d5 чорний хрестик · d4 чорний кінь | 1 |
|   | a                                                                          | b                                                                          | c                                                                          | d                                                                          | e                                                                          | f                                                                          | g                                                                          | h                                                                          |   |

- Кінь — хід конем складається з двох пересувань:
на одне поле по вертикалі чи горизонталі, потім віддаляючись від вихідного поля на одне поле по діагоналі.
 Для простішого уявлення його хід нагадує букву «Г». кінь може перескакувати через фігури що стоять на його шляху, а саме на клітинах ніжки уявної букви «Г».
- Пішак відрізняється від інших фігур тим, що пересувається і здійснює взяття в різний спосіб, при чому, тільки вперед. Зі стартової позиції пішак може піти як на одну, так і на дві клітинки, але далі вперед він може рухатися лише на одну клітинку. Пішак може взяти будь-яку фігуру суперника, яка розташована попереду нього на одну клітинку по діагоналі. Якщо пішак робить перший хід одразу на дві клітинки і після ходу опиняється в одній горизонталі поруч з пішаком суперника, то він може бути взятий цим пішаком; тоді останній переходить на поле, через яке перейшов побитий пішак. Це взяття називається «Взяття на проході». Воно може бути здійснене лише відразу після того, як суперник зробив такий хід. Пішак, що досягає крайньої горизонталі, перетворюється і замінюється тим же ходом за вибором гравця на королеву, туру, слона чи коня того ж кольору, що й пішак.[a]

## Здійснення ходу
Хід вважається здійсненим, якщо:
- при пересуванні фігури на вільне поле гравець відпустив фігуру;
- при взятті фігури суперника її знято з дошки, а на її поле гравець поставив свою фігуру і відпустив її;
- при рокіровці гравець спочатку переставив короля через клітину, а потім поставив туру на поле, яке перетнув король, і відпустив її;[b]
- при перетворенні пішака, коли пішака знято з дошки і гравець забрав руку від нової фігури, поставленої на поле перетворення.[c]

## Доторкання до фігури
Попередивши завчасно суперника, гравець під час свого ходу може поправити розташування однієї або кількох фігур на їх полях.
В іншому випадку, якщо гравець доторкнеться:
- до однієї чи більше своїх фігур, він має зробити хід першою фігурою, до якої доторкнувся;
- до однієї чи більше фігур суперника, він має взяти першу фігуру суперника, до якої доторкнувся; якщо взяття неможливе, дотик до фігури не має якихось наслідків і гравець може зробити будь-який хід на власний розсуд;
- до однієї зі своїх фігур і до однієї з фігур супротивника, він має взяти фігуру супротивника своєю фігурою; або, якщо це неможливо, зробити хід своєю фігурою; чи, якщо і це неможливо, взяти фігуру противника будь-якою іншою своєю фігурою.

## Шах
- Шах королю має місце, коли поле, яке він займає, опинилося під ударом фігур противника. В цьому випадку говориться, що фігура оголосила шах королю.
- Шах королю повинен бути відбитий наступним ходом. Шах можна відбити одним з трьох способів:
  - відійти королем на поле, що не знаходиться під ударом фігур суперника;
  - взяти фігуру, що загрожує королю;
  - прикрити короля, перемістивши іншу свою фігуру під удар на поле, що знаходиться між королем і фігурою, що його атакує; але неможливо прикрити короля від атаки конем.

Якщо шах неможливо відбити наступним ходом, то оголошується мат і гравець, який його поставив, оголошується переможцем партії.

## Виграш партії
- Партія вважається виграною шахістом, який поставив мат королю партнера.
- Партія вважається виграною, якщо супротивник визнав себе переможеним.
- Партія вважається виграною, якщо в одного з шахістів закінчився час на ходи, відведений регламентом партії, і у його суперника при цьому на дошці залишилося достатньо фігур, щоб поставити мат за умови найменш компетентної гри суперника. Шахіст, у якого закінчився час, визнається переможеним.

## Нічия
Партія закінчується внічию:
- В становищі, коли можливість виграшу виключена (король проти короля, король проти короля зі слоном чи конем, король зі слоном проти короля зі слоном (при однокольорових слонах)).
- Якщо король гравця (при його черзі ходу) не перебуває під шахом і цей гравець не може зробити жодного ходу. Таке становище називається патом.
- При взаємній згоді гравців.
- За вимогою гравця, якщо одна й та ж позиція виникає три рази, причому черга ходу щоразу буде за цим гравцем (трикратне повторення позиції)[d]
- Коли гравець до здійснення ходу доводить, що обома сторонами зроблено щонайменше 50 ходів, протягом яких жодна фігура не була взята і жоден пішак не зробив ходу (правило 50 ходів).
- Один з гравців форсує нескінченну серію шахів, а інший не може її перервати (Вічний шах).
- Якщо в одного з шахістів закінчився час на ходи, відведений регламентом партії, і у його суперника при цьому на дошці не достатньо фігур, щоб поставити мат за умови найменш компетентної гри суперника.

Винятками є кінь проти пішака чи тури (мат можливий, але тоді зарахується нічия), чи офіцер проти пішака.

## Зауваження
1. ↑  Досить поширеною є хибна думка, що пішаки можна перетворювати лише на фігури, що вже було взято, але це невірно. Пішак зазвичай перетворюється на ферзя, навіть якщо у гравця на дошці вже є ферзь.[1]
2. ↑  Якщо гравець випустив зі своєї руки короля, хід ще не вважається завершеним, але він не має права робити інший хід, окрім рокіровки.
3. ↑  Якщо гравець забрав руку від пішака, що став на поле перетворення, хід не вважається завершеним, хоча пішак вже не може піти на інше поле.
4. ↑  Позиція вважається повтореною, якщо фігури одного й того ж найменування й кольору займають одні й ті ж поля і при цьому можливості гри цими фігурами однакові.